# کاوی کویل
کاوی کویل (به تامیلی: Kavikkuyil) فیلمی محصول سال ۱۹۷۷ و به کارگردانی دوراج-موهان است. در این فیلم بازیگرانی همچون سری دوی، راجینیکانت، سیواکومار ایفای نقش کرده‌اند.